# Robert Walker (acteur)
 (décembre 2019).
Si vous disposez d'ouvrages ou d'articles de référence ou si vous connaissez des sites web de qualité traitant du thème abordé ici, merci de compléter l'article en donnant les références utiles à sa vérifiabilité et en les liant à la section « Notes et références ».
Pour les articles homonymes, voir Robert Walker et Walker.
Robert Walker est un acteur américain, né le 13 octobre 1918 à Salt Lake City et mort le 28 août 1951 à Los Angeles.

## Biographie
Robert Hudson Walker naît le 13 octobre 1918 à Salt Lake City. Il passe la majeure partie de son enfance et de son adolescence à Ogden City (Utah). Il est le plus jeune d'une fratrie de quatre garçons. Son existence est alors difficile. Ses parents se séparent alors qu'il est très jeune.
En 1932 son père l’inscrit à l’Académie Militaire de San Diego, en Californie, mais il éprouve peu d’enthousiasme pour la  vie  militaire et suit donc les cours de théâtre pour embrasser une carrière de comédien.
Il joue son premier rôle dans The Other Side, qui remporte un prix universitaire et qui fait du jeune Robert une star du campus. Motivé par ce succès, il quitte San Diego et accède en 1938 à l’Académie des arts dramatiques de New York.
En 1939 il épouse sa camarade étudiante Phyllis Isley, qui deviendra plus tard l’actrice Jennifer Jones.
À Hollywood son épouse rencontre le producteur David O. Selznick et décroche un contrat de sept ans chez ce Pygmalion. Elle devient sa maîtresse et c'est aussi pour racheter leur image qu'ils sortent deux ans plus tard Le Chant de Bernadette (1943), qui vaut un Oscar à l'actrice. Dans Depuis ton départ, elle a pour partenaire son mari, qui a décroché un contrat chez MGM. Mais rien ne va plus entre les conjoints et, malgré leurs deux enfants, le couple divorce en 1945. Robert Walker ne s'en remettra jamais.
Dans la lignée de John Garfield et Alan Ladd, ambigu, fragile et tourmenté, il était un possible rival de Montgomery Clift. Cantonné dans des comédies romantiques avec pour partenaires Hedy Lamarr et Ava Gardner notamment, musicales (il interprète Jerome Kern avant Johannes Brahms), des films académiques (Madame Curie), l'acteur fait d'abord un triomphe auprès des adolescentes. Walker impose cependant son talent face à Spencer Tracy, dans le film de guerre Trente Secondes sur Tokyo, ou Judy Garland dans L'Horloge, dirigé par Vincente Minnelli. Il travaille aussi avec Elia Kazan et Clarence Brown.   
Après plusieurs succès, Robert Walker se met à boire de plus en plus et est obligé de suivre une cure de désintoxication pendant plusieurs mois, à Topeka, dans le Kansas.
Dès sa sortie de clinique en 1951, il tourne un classique du western, La Vallée de la vengeance, où il est encore en retrait au côté de Burt Lancaster, et surtout dans le suspense L'Inconnu du Nord-Express d'Alfred Hitchcock, où il trouve son rôle le plus célèbre et achevé face à Farley Granger. 
Robert Walker joue une dernière fois, dans le mélodrame My Son John réalisé par Leo McCarey, au côté d'Helen Hayes, mais la boisson reprend le dessus. Il décédera prématurément le 28 août 1951 à Los Angeles, pendant le tournage du film de McCarey. Il serait mort d’une crise cardiaque, mais la rumeur avance qu’il se serait suicidé aux barbituriques. Le 4 septembre, il est enterré au cimetière de Lindquist Washington Heights Memorial Park à Ogden (Utah).

### Famille
- Sa sœur : Anne McQuarrie Hatch
- Père des  acteurs Robert Walker Jr. (1940-2019) et Michael Walker (1941-2007)
- Marié à l’actrice  Jennifer Jones de 1939 jusqu’en 1945.
- En 1948, il se marie avec Barbara Ford, la fille de John Ford, producteur-réalisateur, mais ils se séparent cinq semaines plus tard, et obtiennent une annulation du mariage.

## Filmographie
- 1937 : Woman in Distress : Jones
- 1939 : Winter Carnival : Wes
- 1939 : These Glamour Girls : Collégien
- 1939 : Dancing Coed : Garçon
- 1942 : La Justice des hommes (The Talk of the Town) : Shérif
- 1943 : Bataan guerre de Tay Garnett avec Robert Taylor, George Murphy, Lloyd Nolan : Léonard Purckett
- 1943 : Madame Curie : David Le Gros
- 1944 : See Here, Private Hargrove de Wesley Ruggles avec Donna Reed : Marion Hargrove
- 1944 : Depuis ton départ (Since You Went Away) : Corporal William G. Smollett
- 1944 : Trente Secondes sur Tokyo (Thirty Seconds Over Tokyo) de Mervyn LeRoy : David Thatcher
- 1945 : L'Horloge (The Clock) : Joe Allen
- 1945 : La Princesse et le Groom (Her Highness and the Bellboy) : Jimmy Dobson
- 1945 : What Next, Corporal Hargrove? de Richard Thorpe avec Keenan Wynn : Marion Hargrove
- 1946 : The Sailor Takes A Wife de Richard Whorf avec June Allyson, Hume Cronyn : John Hill
- 1946 : Voulez-vous m'aimer ? (Do you love me ?) : Alfred Benson
- 1946 : La Pluie qui chante (Till The Clouds Roll By) : Jérôme Kern
- 1947 : Au carrefour du siècle (The Beginning or the End)
- 1947 : Le Maître de la prairie (The Sea of Grass) : Brock Brewton
- 1947 : Passion immortelle (Song of Love) : Johannes Brahms
- 1948 : Un caprice de Vénus (One Touch of Venus) : Eddie Hatch
- 1949 : Black Midnight
- 1950 : J'ai trois amours (Please Believe Me) de Norman Taurog avec Deborah Kerr, Mark Stevens, Peter Lawford : Terence Keath
- 1950 : The Skipper Surprised His Wife comédie d'Elliott Nugent avec Joan Leslie : William J. Lattimer
- 1951 : La Vallée de la vengeance (Vengeance Valley) : Lee Strobie
- 1951 : L'Inconnu du Nord-Express (Strangers on a Train) d'Alfred Hitchcock : Bruno Anthony
- 1952 : My Son John de Leo McCarey : John Jefferson